# Chentiamentioe
Chentiamentioe of Khentia-mentiu (of andere spellingen) was een god uit de Egyptische mythologie. De naam werd ook gebruikt als epitheton voor Osiris en Anubis.

## Betekenis van de naam
De naam Chentiamentioe betekent: "Voorste van de Westerlingen". Aan de westelijke deel van de Nijl werden de doden begraven en de doden “westerlingen” genoemd. Met de titel wordt de leider van de doden bedoeld.
In de vroeg-dynastieke periode werd de naam van de god geschreven met een hiëroglief van een jakhals. Dit wordt gezien als een determinatief om vorm van de god aan te duiden. Terence DuQuesne argumenteert dat de hiëroglief met de jakhals de naam van Anubis representeert en dat Chentiamentioe oorspronkelijk een manifestatie van Anubis was.

## Uiterlijk
De god werd uitgebeeld als een jakhals.

## Verering
De god had zijn cultuscentrum in Abydos. Zijn rol was de bewaker van de stad van de doden. Zijn verering is al vroeg geattesteerd in Abydos, wellicht nog eerder dan de unificatie van Egypte in 3100 v. Chr.. De naam is teruggevonden op een tweetal cilinderzegels voor de farao's Hor Den en Qaä. Op deze cilinders worden alle voorgangers genoemd met de titel “Horus Chentiamentioe”, dit begint bij “Horus Chentiamentioe Narmer”.
De Tempel van Osiris-Chentiamentioe in Abydos werd gebouwd in de predynastieke periode gewijd aan deze god. Toby Wilkinson suggereert dat in deze vroege tijden de naam werd gelinkt aan Osiris. Vanaf het Middenrijk was de tempel gewijd aan de god Osiris.
De mythologische functies van Chentiamentioe, Osiris en Anubis werden gewijzigd aan het einde van het Oude Rijk. Oorspronkelijk was de offerformule gewijd alleen aan Anubis. De offerformule zorgde ervoor dat de dode kon blijven deelnemen aan offerandes. In de 5e Dynastie van Egypte verschenen diverse goden in de offerformule, inclusief Osiris en Chentiamentioe. Na de 5e Dynastie van Egypte werd de titel van Chentiamentioe vervlochten met die van Osiris.